# پاتریک وگا
پاتریک وگا (لهستانی: Patryk Vega؛ زادهٔ ۲ ژانویه ۱۹۷۷) کارگردان فیلم، نویسنده، فیلم‌نامه‌نویس، تهیه‌کننده و جامعه‌شناس اهل لهستان است.
نام او در سن دوازده سالگی، به‌عنوان جوانترین خالق گرافیک‌های کامپیوتری وارد کتاب رکوردهای گینس لهستان شد.
از فیلم‌ها یا مجموعه‌های تلویزیونی که وی در آن‌ها نقش داشته است، می‌توان به سیاست، هانس کلوس، قماری بالاتر از زندگی، جنگ‌های پنهان، بوتاکس،کارآگاهان جنایی، پیت‌بول (فیلم) و پیت‌بول (سریال تلویزیونی) اشاره نمود.